# Imogen Stidworthy
 Imogen Stidworthy  (* 1963 in London, Großbritannien) ist eine britische Video- und Filmkünstlerin und lebt in Amsterdam und Liverpool.

## Leben
Stidworthy studierte von 1992 bis 1994 an der Jan van Eyck Akademie in Maastricht, Niederlande und von 1984 bis 1987 am West Surrey College of Art and Design in England. Akustik und Sprache und deren physische Umsetzung und Beziehung zum menschlichen Körper spielen eine zentrale Rolle in den Arbeiten von Imogen Stidworthy.
Im Jahr 1996 erhielt die Künstlerin den Prix de Rome für Film und Video in den Niederlanden. Von 2001 bis 2002 war sie Stipendiatin an der Akademie Schloss Solitude in Stuttgart. Seit 2002 existiert von ihr eine Permanente Videoinstallation als Kunst im öffentlichen Raum („am Bau“) – Projekt in Murau in Österreich. Imogen Stidworthy wurde als teilnehmende Künstlerin zur documenta 12 im Jahr 2007 in Kassel berufen. 2019 findet ihre erste große Einzelausstellung in Deutschland statt, im Württembergischen Kunstverein in Stuttgart.

## Einzelausstellungen
(Auswahl)
- 1991 Cambridge Darkroom Gallery, Cambridge, Großbritannien ‘Transparent Thing’
- 1995 Plateau, Brüssel ‘Clitic’.
- 1996 De Vaalseberg, Rotterdam, Niederlande ‘Elocution’
- 1997 Hedah, Maastricht, Niederlande ‘To’
- 1998 Haags Filmhuis, den Haag, the Netherlands. ‘Filmblik’
- Etablissement d’en Face, Brüssel. ‘Dummy’
- 2000 Spacex Gallery, Exeter, Großbritannien ‘Closing/close by’
- 2002 Nederlands Filmmuseum, Amsterdam. ‘3D’ / Galerie K&S, Berlin. ‘Substitutes’
- Galerie der Akademie Schloss Solitude, Stuttgart
- 2013 Galerie Raum mit Licht, Wien ‘Volumes of Stone’
- 2019 Württembergischer Kunstverein, Stuttgart 'Dialogues with People'

## Gruppenausstellungen
(Auswahl)
- 1994 Raum Aktueller Kunst, Wien. ‘Achteinhalb’ / Steirischer Herbst Graz / Witte de With Rotterdam. ‘Monolith, Lettered Rock’
- 1995 Reina Sophia, Madrid, Spanien. Video festival / Centre Georges Pompidou, Paris. ‘Points de Vue, Images d’Europe’
- 1996 Philadelphia Museum of Modern Art, USA. ‘Up Close and Personal’ / Lincoln Centre, New York, New York Video Festival / Museum für Gegenwartskunst, Basel, Schweiz. ‘Foreign Bodies’
- 1997 Stedelijk Bureau, Amsterdam. World Wide Video Festival / Galerie Almine Rech, Paris. ‘Fenêtre sur cour’.
- 1998 Fundacio la Caixa, Barcelona. ‘Adventurers, ‘Cartographers, Storytellers’ / Ars Electronica, Linz, Österreich. ‘Nexus’
- 1999 CCAC, San Francisco, USA. ‘Searchlight; Consciousness at the Millennium’ / Fondation pour l’Architecture, Brüssel. Verbindingen/Jonctions / Kote Kanal, Brüssel. ‘Fantasy Jacoba IV’ / Het Consortium, Amsterdam. ‘and... and... and.. ‘
- 2000 Festival aan de Werf, Utrecht, Niederlande.‘Desperate Optimists’ / Open Eye Gallery, Liverpool, Großbritannien. Video Positive festival
- 2001 St Gervais, Genf. Biennale de l’Image en Mouvement / The Central House of Artists, Moskau. ‘Power and the Subject’ / Museum Boymans van Beuningen, Rotterdam, Niederlande. ‘Exploding Cinema’
- 2002 Las Palmas, Rotterdam. ‘Commitment’
- 2007 documenta 12 in Kassel